# Marijke Hofkens
Marijke Hofkens (Schoten, 9 december 1963) is een Vlaams actrice, vooral bekend uit de Eén-serie Thuis. In de serie speelde ze elf seizoenen Leontien Vercammen, van 1996 tot 2007.

## Biografie
In 1985 studeerde ze af aan de Studio Herman Teirlinck.
In het theater speelde ze in de jaren negentig mee in een aantal stukken van het EnsembleKNS/Raamtheater waaronder De braderij, De spaanse hoer en Dom Juan.. Rollen die haar aan het hart lagen had ze in Het ware leven bij het Fakkelteater en in Shakers. In 2005 speelde ze mee in De Holiday Love Show met Kürt Rogiers. In 2008 toerde ze samen met Wanda Joosten, Myriam Bronzwaar en Lulu Aertgeerts rond met Moeders! De zwangerschapskomedie.
Ze speelde ook gastrollen in onder andere de televisieseries Witse, Wittekerke, Sedes & Belli, 2 Straten verder, Windkracht 10, F.C. De Kampioenen (Véronique) en Alfa Papa Tango. In 2010 had ze een gastrol in Goesting, in 2012 verscheen ze in een bijrol in de VTM-reeks Danni Lowinski. In 2011 speelde ze een bijrol in de tegenhanger van Thuis; Familie.
Hofkens is getrouwd met Bert Cosemans, bij het grote publiek bekend als Johan Van Lancker, de vriend van Britt, in de Vlaamse televisieserie Flikken. Samen met Cosemans heeft ze twee dochters.
In 2009 speelde ze in het toneelstuk Muizen vangen op toneel. Daarna vertolkte de actrice een van de hoofdrollen in de komedie 'Venetië in de sneeuw'.

## Televisie
- Lisa (2021-2023) - als Greet Verdonck
- De zonen van Van As (2014) - als Greta De l'Arbe
- Binnenstebuiten (2013) - als Anita
- Thuis (1996-2007) - als Leontien Vercammen
- Mega Toby in vuur en vlam (2012)  - als Katharina
- Danni Lowinski (2012) - als mevrouw Luts
- Familie (2011) - als Vera
- Goesting (2010) - als Nelly
- Witse (2004) - als mevrouw Kuypers
- Sedes & Belli (2003) - als Dr. Librecht
- 2 Straten verder (1999)
- Deman (1998) - als Cecile Demayer
- Windkracht 10 (1997) - als Janine
- F.C. De Kampioenen (1996) - als Veronique
- Wittekerke (1996) - als Viona
- Het Park (1994) - als Katrien
- Freddytex (1994) - als Marina
- RIP (1994) - als Leentje
- Samson en Gert (1994) - als moeder
- Bex & Blanche (1993) - als serveerster
- Caravans (1992) - als Rosiane Widevetter
- Alfa Papa Tango (1990-1991)
- De grote vergissing (1991) - als Marilda
- TECX (1990) - als Zoe
- Commissaris Roos (1990) - als Alida